# SuperVia
SuperVia Trens Urbanos, o simplemente SuperVia, es una empresa operadora de transporte ferroviario responsable por la operación y mantenimiento de las siete líneas del sistema de Trenes Urbanos de Río de Janeiro, que totalizan 104 estaciones activas y 270 kilómetros de tendido de vía. Entre el 2011 y el 2016 también operó el Teleférico de Alemão que actualmente se encuentra desactivado debido a la falta de presupuesto gubernamental para su mantenimiento. Pertenece a la empresa Guarana Urban Mobility Incorporated (GUMI), sociedad formada por los grupos japoneses Mitsui y West Japan Railway Company.